# Capcom Generations
Capcom Generations (カプコン ジェネレーション?, Kapukon Jenerēshon, lett. "Capcom Generation") è una serie di cinque compilation di videogiochi prodotta da Capcom per PlayStation e Sega Saturn. Ciascun volume contiene tre o quattro giochi da una particolare serie o per genere videoludico e furono convertiti direttamente dalle loro versioni originali arcade (ad eccezione di Super Ghouls 'n Ghosts, che era originariamente un gioco Super Nintendo). Ogni disco contiene anche una modalità "Collection" che dispone di storia, istruzioni, artwork, profili dei personaggi, musica riarrangiata (che può essere attivata si giochi stessi) e altri contenuti sbloccabili per ciascun gioco. La versione PlayStation dei giochi dispone anche del supporto per il controller DualShock.
In Giappone, la serie fu pubblicata individualmente in 5 dischi. In Europa, Virgin Interactive pubblicò i primi 4 volumi in un singolo cofanetto (contenente i 4 dischi) mentre il quinto, che si focalizza sulla serie di Street Fighter, fu pubblicato separatamente senza alcun legame con la serie di Capcom Generations ed è l'unico volume della serie a essere pubblicato in Nord America. I 16 giochi della serie furono successivamente raccolti sia in Capcom Classics Collection che Capcom Classics Collection Reloaded, basati sulle loro versioni di Capcom Generations.

## Capcom Generations 1: Wings of Destiny
Capcom Generations: Wings of Destiny (カプコン ジェネレーション －第1集 撃墜王の時代－?, Capcom Generation Dai-ichi-shū Gekitsui Ō no Jidai) dispone dei primi tre giochi della serie di sparatutto di Capcom 194X.
- 1942
- 1943: The Battle of Midway
- 1943 Kai: Midway Kaisen

## Capcom Generations 2: Chronicles of Arthur
Capcom Generations: Chronicles of Arthur (カプコン ジェネレーション －第2集 魔界と騎士－?, Capcom Generation Dai-ni-shū Makai to Kishi) dispone dei primi tre titoli della serie di Ghosts 'n Goblins (Makaimura).
- Ghosts 'n Goblins (Makaimura)
- Ghouls 'n Ghosts (Dai Makaimura)
- Super Ghouls 'n Ghosts (Chō Makaimura)

## Capcom Generations 3: The First Generation
Capcom Generations: First Generation (カプコン ジェネレーション －第3集 ここに歴史はじまる－?, Capcom Generation Dai-san-shū Koko ni Rekishi Hajimaru) dispone di quattro dei primi cinque titoli di Capcom (con 1942 già disponibile nella prima compilation).
- Vulgus
- SonSon
- Pirate Ship Higemaru
- Exed Exes

## Capcom Generations 4: Blazing Guns
Capcom Generations: Blazing Guns (カプコン ジェネレーション －第4集 弧高の英雄－?, Capcom Generation Dai-yon-shū Kokō no Eiyū) dispone di tre shoot 'em up in stile run 'n' gun. Nella versione tedesca, questo disco fu rimosso completamente.
- Commando (Senjō no Ookami)
- Gun.Smoke
- Mercs (Senjō no Ookami II)

## Capcom Generations 5: Street Fighter Collection 2
Capcom Generations: Street Fighter Collection 2 (カプコン ジェネレーション －第5集 格闘家たち－?, Capcom Generation Dai-go-shū Kakutōka-tachi)), sebbene non sia stato commercializzato come parte di Capcom Generations fuori dal Giappone, divenne invece un "sequel" di Street Fighter Collection, che raccoglieva Super Street Fighter II, Super Street Fighter II Turbo e Street Fighter Alpha 2 Gold. Contiene le prime tre versioni dell'originale Street Fighter II.
- Street Fighter II: The World Warrior (l'originale Street Fighter II)
- Street Fighter II: Champion Edition (Street Fighter II Dash in Giappone)
- Street Fighter II Turbo: Hyper Fighting (Street Fighter II Dash Turbo in Giappone)

Furono realizzati pochi cambiamenti minori alla giocabilità, comparati con le versioni arcade dei giochi. È anche presente una modalità "Collection" dove il giocatore può vedere strategie, profili dei personaggi e artwork specifici in ogni gioco, alcuni resi disponibili dopo aver soddisfatto alcuni requisiti.
Ciascun gioco dispone di una modalità "Arcade", "Versus" e "Training". Una volta completata una partita in modalità giocatore singolo, viene sbloccata un'opzione per dare al giocatore una scelta tra la colonna sonora originale della versione CPS e una riarrangiata (precedentemente disponibile nella conversione FM Towns di Super Street Fighter II e la versione 3DO di Super Street Fighter II Turbo). Dopo aver completato la modalità giocatore singolo di ogni gioco almeno una volta, una modalità "Super Vs." diviene disponibile nel menù principale. La modalità Super Vs. consente a due giocatori di competere l'uno contro l'altro scegliendo tra i personaggi di tutte e tre le versioni di Street Fighter II nella compilation (Capcom avrebbe impiegato lo stesso concetto per Hyper Street Fighter II). Se il giocatore completa una partita in modalità giocatore singolo senza perdere e continuare il gioco, una modalità "CPU Battle" viene sbloccata. La modalità CPU Battle consente al giocatore di combattere avversari controllati dalla CPU alla difficoltà più alta del gioco. Se il giocatore riesce a battere gli avversari controllati dalla CPU, saranno presenti i volti dello staff del gioco nei crediti (Come nella modalità giocatore singolo, il giocatore deve battere l'avversario controllato dalla CPU senza perdere un round in modo da vedere i crediti originali. Se il giocatore perde un round ma è ancora in grado di vincere, verranno riprodotti i crediti con solo testo).